# باول مارشال (لاعب هوكي الجليد كندي)
باول مارشال هو لاعب هوكي الجليد كندي، ولد في 7 سبتمبر 1960 في تورونتو في كندا.

## وصلات خارجية
- باول مارشال على موقع دوري الهوكي الوطني (الإنجليزية)
- باول مارشال على موقع قاعة مشاهير الهوكي (لاعب أن.إتش.أل) (الإنجليزية)
- باول مارشال على موقع EliteProspects.com (الإنجليزية)
- باول مارشال على موقع HockeyDB.com (الإنجليزية)
- باول مارشال على موقع Hockey-Reference.com (الإنجليزية)